# Aulonocara hueseri
Aulonocara hueseri е вид бодлоперка от семейство Цихлиди (Cichlidae). Видът е уязвим и сериозно застрашен от изчезване.

## Разпространение
Разпространен е в Малави.

## Описание
На дължина достигат до 7,9 cm.